# Bill Morrow
 (janvier 2025).
La mise en forme du texte ne suit pas les recommandations de Wikipédia : il faut le « wikifier ».
Les points d'amélioration suivants sont les cas les plus fréquents :
- Les titres sont pré-formatés par le logiciel. Ils ne sont ni en capitales, ni en gras.
- Le texte ne doit pas être écrit en capitales (les noms de famille non plus), ni en gras, ni en italique, ni en « petit »…
- Le gras n'est utilisé que pour surligner le titre de l'article dans l'introduction, une seule fois.
- L'italique est rarement utilisé : mots en langue étrangère, titres d'œuvres, noms de bateaux, etc.
- Les citations ne sont pas en italique mais en corps de texte normal. Elles sont entourées par des guillemets français : « et ».
- Les listes à puces sont à éviter, des paragraphes rédigés étant largement préférés. Les tableaux sont à réserver à la présentation de données structurées (résultats, etc.).
- Les appels de note de bas de page (petits chiffres en exposant, introduits par l'outil «  Source ») sont à placer entre la fin de phrase et le point final[comme ça].
- Les liens internes (vers d'autres articles de Wikipédia) sont à choisir avec parcimonie. Créez des liens vers des articles approfondissant le sujet. Les termes génériques sans rapport avec le sujet sont à éviter, ainsi que les répétitions de liens vers un même terme.
- Les liens externes sont à placer uniquement dans une section « Liens externes », à la fin de l'article. Ces liens sont à choisir avec parcimonie suivant les règles définies. Si un lien sert de source à l'article, son insertion dans le texte est à faire par les notes de bas de page.
- La présentation des références doit suivre les conventions bibliographiques. Il est recommandé d'utiliser les modèles {{Ouvrage}}, {{Chapitre}}, {{Article}}, {{Lien web}} et/ou {{Bibliographie}}. Le mode d'édition visuel peut mettre en forme automatiquement les références.
- Insérer une infobox (cadre d'informations à droite) n'est pas obligatoire pour parachever la mise en page.

Pour une aide détaillée, merci de consulter Aide:Wikification.
Si vous pensez que ces points ont été résolus, vous pouvez retirer ce bandeau et améliorer la mise en forme d'un autre article.
 (janvier 2025).
Bill Morrow (1939 - 30 avril 1962) était un peintre américain connu pour sa relation avec l'écrivaine italienne Elsa Morante.

## Biographie
En 1959, Bill Morrow rencontre Elsa Morante à New York. Ils entament une relation amoureuse intense malgré leur différence d'âge : elle a 47 ans et lui 23 ans. Après deux mois, Elsa revient à Rome et Bill Morrow la rejoint peu après. Elle l'héberge dans le studio de Parioli que son mari Alberto Moravia lui avait offert. En 1962, grâce à l'aide de Alberto Moravia, Bill inaugure une exposition à Rome dans la galerie La nuova Pesa, mais les critiques sont négatives. En avril 1962, il retourne à New York où il perd tragiquement la vie en tombant de l'Empire State Building le 30 avril 19622. Nous ne saurons jamais s'il s'agit d'un acte volontaire ou dû à l'effet d'un hallucinogène.

## Impact sur Elsa Morante
La mort de Bill Morrow a profondément marqué Elsa Morante. Après sa mort, elle a tenté de se laisser mourir, refusant de manger, et Moravia a essayé de la nourrir. Elle a écrit un poème intitulé Au revoir en hommage à lui, contenu dans son livre "Il mondo salvato dai bambini" (Einaudi, 1968).

## Extrait du poème "Au revoir"
« Dal luogo senza luna del tuo silenzio,
il grido mattutino mi sveglia ogni giorno.
O notte celeste senza risurrezione, perdonami se torno a queste voci.
Premo l'orecchio a terra per un'eco assurda di battiti sepolti. Dietro l'inaccessibile bestia in fuga, mi getto sulla scia di sangue.
Voglio salvarti dalla strage che ti deruba e riportarti al tuo letto a dormire. Ma tu, vergognandoti delle tue ferite, nascondi i vicoli della tua tana.
Faccio finta e rido in una danza disperata per distrarti dall'orribile tristezza, ma i tuoi occhi scoloriti sotto le palpebre non battono più ciglio ai miei trucchi d'amore. »